# Medalles del Cercle d'Escriptors Cinematogràfics de 2016
La cerimònia de lliurament de les medalles del Cercle d'Escriptors Cinematogràfics de 2016 va tenir lloc el 30 de gener de 2017. És considerada com la 72a edició de aquestes medalles, atorgades per primera vegada setanta-un anys abans pel Cercle d'Escriptors Cinematogràfics (CEC). Els premis tenien per finalitat distingir als professionals del cinema espanyol i estranger pel seu treball durant l'any 2016. La cerimònia es va celebrar als cinemes Palafox de Madrid i va ser presentada pels actors Brays Efe i Daniel Pérez Prada segons un guió escrit per Juan Luis Sánchez, secretari general del CEC.
Es van lliurar un total de vint-i-una medalles; les mateixes vint de l'edició anterior més la recuperada medalla a la millor labor literària. La pel·lícula més premiada va ser Tarde para la ira, que va obtenir cinc medalles entre les quals es trobava la de millor pel·lícula. Li va seguir de prop El hombre de las mil caras amb quatre; entre elles les de millor director i millor actor.
La cerimònia va ser patrocinada per la Fundació SGAE, la Fundació AISGE, EGEDA i Universal Pictures. Després del lliurament dels guardons es va projectar la pel·lícula Manchester by the Sea.

## Premis per pel·lícula
Pel·lícules amb més d'una nominació, o amb una nominació en el cas d'haver resultat premiades.
| Pel·lícula                        | Nominacions | Premis |
| --------------------------------- | ----------- | ------ |
| Tarde para la ira                 | 11          | 5      |
| El hombre de las mil caras        | 8           | 4      |
| Julieta                           | 8           | 1      |
| El olivo                          | 5           | 1      |
| Que Dios nos perdone              | 5           | 0      |
| 1898: Los últimos de Filipinas    | 4           | 0      |
| Un monstruo viene a verme         | 4           | 3      |
| La puerta abierta                 | 3           | 0      |
| María (y los demás)               | 2           | 0      |
| El faro de las orcas              | 2           | 0      |
| Ozzy                              | 1           | 1      |
| El Bosco: El jardín de los sueños | 1           | 1      |
| Hasta el último hombre            | 1           | 1      |

I amb 1 candidatura figuren nominades, no premiades, les següents pel·lícules: La isla del viento, La propera pell, El rei borni, Las furias, Cerca de tu casa, El ciudadano ilustre, Nacido en Siria, Jota de Saura, La historia de Jan, Psiconautas, los niños olvidados, Teresa i Tim, Pixi Post i els genis del Nadal, El hijo de Saúl, Yo, Daniel Blake, Elle i Paterson.

## Premis per categoria
| Millor pel·lícula | Millor direcció |
| --- | --- |
| - Tarde para la ira - El hombre de las mil caras - Julieta - El olivo - Un día perfecto | - Alberto Rodríguez per El hombre de las mil caras - Pedro Almodóvar per Julieta - Rodrigo Sorogoyen per Que Dios nos perdone - Icíar Bollaín per El olivo                                                                                     |
| Millor actor protagonista | Millor actriu protagonista |
| - Eduard Fernández per El hombre de las mil caras - Antonio de la Torre per Tarde para la ira - Roberto Álamo per Tarde para la ira - Luis Callejo per Tarde para la ira - José Luis Gómez per La isla del viento                  | - Emma Suárez per Julieta - Bárbara Lennie per María (y los demás) - Carmen Machi per La puerta abierta - Adriana Ugarte per Julieta - Maribel Verdú per El faro de las orcas                                                                  |
| Millor actor secundari | Millor actriu secundària |
| - Manolo Solo per Tarde para la ira - Javier Gutiérrez per El olivo - José Coronado per El hombre de las mil caras - Javier Pereira per Que Dios nos perdone                                                                       | - Ruth Díaz per Tarde para la ira - Emma Suárez per La propera pell - Terele Pávez per La puerta abierta - Rossy de Palma per Julieta |
| Millor guió original | Millor guió adaptat |
| - Raúl Arévalo i David Pulido per Tarde para la ira - Paul Laverty per El olivo - Rodrigo Sorogoyen i Isabel Peña per Que Dios nos perdone - Andrés Duprat per El ciudadano ilustre                                                | - Alberto Rodríguez i Rafael Cobos per El hombre de las mil caras - Patrick Ness per Un monstruo viene a verme - Pedro Almodóvar per Julieta - Gerardo Olivares, Lucía Puenzo i Sallua Sehk per El faro de las orcas                           |
| Millor direcció revelació | Millor fotografia |
| - Raúl Arévalo per Tarde para la ira - Nely Reguera per María (y los demás) - Salvador Calvo per 1898: Los últimos de Filipinas - Marina Seresesky per La puerta abierta                                                           | - Óscar Faura per Un monstruo viene a verme - Arnau Valls Colomer per Tarde para la ira - Álex Catalán per 1898: Los últimos de Filipinas - Jean-Claude Larrieu per Julieta                                                                    |
| Millor actor revelació | Millor actriu revelació |
| - Carlos Santos per El hombre de las mil caras - Ricardo Gómez per 1898: Los últimos de Filipinas - Raúl Jiménez per Tarde para la ira - Miki Esparbé per El rei borni                                                             | - Anna Castillo per El olivo - Ruth Díaz per Tarde para la ira - Macarena Sanz per Las furias - Silvia Pérez Cruz per Cerca de tu casa |
| Millor llargmetratge documental | Millor llargmetratge d'animació |
| - El Bosco: El jardín de los sueños de José Luis López Linares - Nacido en Siria d'Hernán Zin - Jota de Saura de Carlos Saura - La historia de Jan de Bernardo Moll                                                                | - Ozzy d'Alberto Rodríguez Rodríguez - Psiconautas, los niños olvidados d'Alberto Vázquez Rico i Pedro Rivero - Teresa i Tim d'Agurtzane Intxaurraga - Pixi Post i els genis del Nadal de Gorka Sesma                                          |
| Millor música | Millor muntatge |
| - Fernando Velázquez per Un monstruo viene a verme - Julio de la Rosa per El hombre de las mil caras - Alberto Iglesias per Julieta - Roque Baños per 1898: Los últimos de Filipinas                                               | - Jaume Martí i Farrés i Bernat Vilaplana per Un monstruo viene a verme - Ángel Hernández Zoido per Tarde para la ira - José M. G. Moyano per El hombre de las mil caras - Alberto del Campo i Fernando Franco García per Que Dios nos perdone |
| Millor pel·lícula estrangera | |
| - Hasta el último hombre, de Mel Gibson (Estats Units) - El hijo de Saúl de László Nemes (Hongria). - Yo, Daniel Blake, de Ken Loach (Regne Unit). - Elle, de paul Verhoeven (França). - Paterson, de Jim Jarmusch (Estats Units). | |
| Medalla d'honor | |
| A l'actor Emilio Gutiérrez Caba | |
| Medalla a la labor de promoció del cinema | |
| Al Cine Palafox | |
| Medalla a la labor periodística | |
| Al periodista, escriptor i professor Miguel Juan Payán | |
| Medalla a la labor literària | |
| A l'editorial Diábolo Ediciones | |